# Johann Matthias Schröckh
 (avril 2020).
Si vous disposez d'ouvrages ou d'articles de référence ou si vous connaissez des sites web de qualité traitant du thème abordé ici, merci de compléter l'article en donnant les références utiles à sa vérifiabilité et en les liant à la section « Notes et références ».
Pour les articles homonymes, voir Johann Matthias.
Johann Matthias Schröckh, né le 26 juillet 1733 à Vienne et mort le 1er ou le 2 aout 1808 à Wittemberg, est un historien allemand.

## Biographie
Petit-fils du prédicateur protestant Matthias Bel, il commence, en 1751, ses études à l'université de Göttingen, puis à l'université de Leipzig et est diplômé en 1755. En 1762, il devient professeur associé de philosophie. Il part ensuite à l’université de Wittemberg où il est nommé, en 1775, professeur d'histoire.

## Publications
- Lehrbuch der allgemeinen Weltgeschichte zum Gebrauche bei dem ersten Unterrichte der Jugend, Berlin et Stettin, 1774.
- Historia religionis et ecclesiae christianae, 1777.
- Einleitung zur Universalhistorie. Berlin, Umarbeitung von Hilmar Curas, 1757.
- Christliche Kirchengeschichte (Histoire de l'Église chrétienne), Leipzig, 1768-1803, 35 vol. Cette Histoire s'arrête à la Réforme. Elle est poursuivie par l'ouvrage suivant :
- Christliche Kirchengeschichte seit der Reformation (Histoire de l'Église chrétienne depuis la Réforme), 1804-1819, 10 vol. Les deux derniers volumes ont été préparés par Heinrich Gottlieb Tzschirner (de) (1778-1828).
- Allgemeine Weltgeschichte für Kinder (Histoire universelle pour les enfants), 6 volumes, 1779-1784 (traduite en français, 1784-1790).